# Ebenezer Ofori
Ebenezer Ofori (Kumasi, 1 de julio de 1995) es un futbolista ghanés. Juega de centrocampista y su equipo es el FK Žalgiris de la A Lyga.

## Selección nacional
Ha sido internacional con la selección de Ghana en 9 ocasiones anotando un gol. Anteriormente lo había sido en categorías inferiores en 13 ocasiones.

## Clubes
| Club                         | País           | Año       |
| ---------------------------- | -------------- | --------- |
| New Edubiase United          | Ghana          | 2013      |
| AIK Solna                    | Suecia         | 2013-2017 |
| VfB Stuttgart                | Alemania       | 2017-2020 |
| New York City F. C. (cesión) | Estados Unidos | 2018-2019 |
| AIK Solna                    | Suecia         | 2020-2022 |
| Vejle Boldklub (cedido)      | Dinamarca      | 2022      |
| Vejle Boldklub               | Dinamarca      | 2022-2024 |
| FK Žalgiris                  | Lituania       | 2025-     |